# Orfejevi mozaiki
Orfejeve mozaike najdemo po celotnem Rimskem cesarstvu, običajno v velikih rimskih vilah. Prizor, ki se običajno prikazuje, je Orfej, ki igra svojo liro in privablja ptice in živali mnogih vrst, da se zbirajo okoli njega. Orfej je bil priljubljen predmet klasične umetnosti, uporabljali pa so ga tudi v zgodnjekrščanski umetnosti kot simbol za Kristusa.
Standardna upodobitev v rimskih mozaičnih prizorih prikazuje, kako sedi, pogosto poleg drevesa in igra na liro ali kitaro, nosi frigijsko kapo in vključuje številne živali, narisane in pomirjene z njegovo igro. Lisica je veljala za Orfejevo posebno žival in jo je mogoče postaviti poleg njega. V veliko primerih so se živali razširile na celotno nadstropje sobe. Običajno celoten prizor zaseda isti prostor, včasih pa so Orfej in živali v oddelkih, ločenih z mejami z geometrijskim okrasjem.
Primer običajne sestave z živalmi v sinagogi v Gazi iz 6. stoletja je kot David z napisom v hebrejščini in ima dodane kraljeve atribute. Druga priredba je krščanski mozaik Adama, ki živalim daje imena (Geneza 2: 19–20) v cerkvi okoli 486–502 v Apamei v Siriji. Nekateri mozaiki se zdijo povezani s precej neuglednimi filozofskimi ali religioznimi nauki o orfizmu. 
V bizantinskem mozaiku so bili veliki prizori z živalmi po navadi lovski prizori (eden največjih se je spet pojavil v Apamei). Ti so vsaj na začetku sestavljeni iz priljubljenih venatio ('lov') v amfiteatrih, kjer so bile razne eksotične zveri spuščene v boj in ubijanje. Kljub kontrastu v atmosferi, berlinskemu mozaiku iz hiše v Miletu uspe na obeh delih združiti venatio in Orfeja z živalmi.  Prizor v areni, ki ga je opisal Martial, je združil Orfeja s kaznovanjem zločincev damnatio ad bestias.

## Rimsko-britanska kompozicija
Zdi se, da je edinstvena značilnost Orfejevih mozaikov iz Rimske Britanije, da so živali razporejene v krogu okoli njega z nogami obrnjenimi navzven, tako da so nekatere vedno videti prav iz katerega koli kota jih gledate; znanih je devet primerov. Predmet najdemo na primer v Woodchestru v Angliji, drugem največjem tovrstnem v Evropi in enemu najbolj zapletenih. Sega v okoli leto 325, odkril pa ga je zgodovinar Samuel Lysons, rojen v Gloucestershireu, leta 1793. Odkrili so ga sedemkrat od leta 1880 , zadnjič leta 1973, vendar ga ne načrtujejo ponovno razkriti.
Drugi angleški primeri so v rimski vili Littlecote, rimski vili Brading in muzeju Corinium . Iz Newton St Loeja je zdaj v mestnem muzeju in umetniški galeriji Bristol, vendar so ga med letoma 1841 in 1851 premestili na železniško postajo Keynsham in tam položili v tla . Primer Corinium (sodobni Cirencester) daje ime "Corinium Orpheus School" rimsko-britanskih umetnikov mozaika. Obstajata še dva okrogla mozaika Orfeja, v Volubilisu v današnjem Maroku in Méridi v Španiji, vendar so kompozicije različne.
Zlasti mozaik Littlecote, za katerega se zdi, da je bil dodan sobi, ki se je uporabljala kot nekakšen zasebni prostor za verski kult, je predlagan kot dokaz za sinkretični kult Orfeja, Apolona in Bakha.

## Primeri
Odličen primer je celotno nadstropje sobe v vili Romana del Casale na Piazza Armerina na Siciliji, enem najboljših mest za mozaike. Drugi pomembni primeri so v Leptis Magna v Libiji (in situ), [20] ter v Palermu, Arlesu, Musée gallo-romain v Saint-Romain-en-Gal Vienne, Perugii in Narodnem muzeju Bardo (Tunis). Pred kratkim so našli nov Orfejev mozaik v Prusias ad Hypium, blizu današnje Duzce v Turčiji.
- Villa Romana del Casale, Piazza Armerina, Sicilija, fotografija od zgoraj. Poškodovani Orfej je blizu vrha, med lisico in pavom.
- Primer iz Mileta iz 2. stoletja, zdaj v Pergamon muzeju, Berlin. Prizor Venatio v bližini, oddaljen Orfej.
- Iz Sicilije, sedaj v Palermu
- Primer iz Tunizije
- Detajl iz Zaragoze